# Hermésianax
Hermésianax (en grec ancien Ἑρμησιάναξ / Hermêsiánax) est un poète grec de l'École d'Alexandrie du IVe siècle av. J.-C.

## Éléments biographiques
Originaire de la ville de Colophon, cité grecque d'Ionie (Asie mineure), il fut l'élève de Philétas de Cos vers -330.

## Œuvre
Poète élégiaque, son chef-d'œuvre fut un poème en trois livres dédicacé à sa maîtresse, la courtisane Leontion. Un passage de cent vers de l'un de ses poèmes a été préservé par l'historien Athénée. Sur un ton plaintif, il énumère les causes, mythologiques et historiques, de l'irrésistible pouvoir de l'amour. Un papyrus antique conservé à la Sorbonne de Paris contient un fragment de son Poème des Tatouages. Il commenta entre autres poètes Hésiode, notamment Le Bouclier d'Héraclès. Pausanias rapporte certains éléments d'Hermésianax.

## Style
Hermésianax, dont le style est caractérisé par une alternance de force et de tendresse, était très populaire à son époque et demeura très estimé jusque dans la période augustéenne.